# 廣谷昌子
廣谷昌子（ひろたに まさこ）は、日本の言語学者。専門は、心理言語学・神経言語学（主に、文処理、言語と脳）。カールトン大学准教授（言語学・認知科学）。Ph.D.（マサチューセッツ大学、2005年）。理論言語学（Prosodyとのインターフェース）も専門とする。近年では、共同研究にて、「社会脳」や教育現場におけるAcceibilityについての研究も行う。

## 人物
上智大学比較文化学部（現・国際教養学部）卒業。東京大学大学院総合文化研究科言語情報科学専攻修士課程修了。同大学博士課程入学の3ケ月後に渡米し、マサチューセッツ大学アマースト校で博士号を取得。マックス・プランク研究所（マックス・プランク認知神経科学研究所）ポストドクトラル・フェローを経て、2007年よりカールトン大学に勤務。その後、マックス・プランク研究所の研究員を兼任後、2010年より、カールトン大学のLanguage and Brain LaboratoryのDirectorに就任、2013年より、ノースカロライナ大学チャペルヒル校言語学学科の客員准教授等他大学での役職も兼任する。